# I'm Not Alone
I'm Not Alone è un videogioco survival horror psicologico in terza persona, sviluppato dalla software house italiana Pix Rev per piattaforma Microsoft Windows e pubblicato il 25 febbraio 2012.
Utilizza una versione (la 1.5) migliorata del motore grafico S2 e il PhysX.
Il protagonista è Patrick Weber, esperto di occultismo, invitato in una villa in Austria per esorcizzarla.